# 古陳駅
古陳駅（コジンえき）は、大韓民国京畿道龍仁市処仁区にある、龍仁軽電鉄の駅である。駅番号は(Y121)。

## 駅構造
相対式ホーム2面2線を有する高架駅。　

### のりば
- のりばの番号は存在しない。

| 上り | ●龍仁軽電鉄 | 器興行き               |
| 下り | ●龍仁軽電鉄 | 前垈・エバーランド方面 |

## 駅周辺
- 無愁橋
- 古林中学校
- 龍仁情報高等学校

## 歴史
- 2013年4月26日 - 開業。

## 隣の駅
龍仁軽電鉄
●龍仁軽電鉄
龍仁中央市場駅 (Y120) - 古陳駅 (Y121) - 洑坪駅 (Y122)